# Eliza Doolittle (sångare)
Eliza Sophie Caird (känd som Eliza Doolittle), född 15 april 1988 i City of Westminster, London, är en brittisk sångerska och låtskrivare. 
Hon växte upp i Camden Town tillsammans med åtta syskon. Hennes artistnamn "Eliza Doolittle" är taget från huvudpersonen i George Bernard Shaws pjäs Pygmalion, förlagan till My Fair Lady. Hennes riktiga namn är Eliza Sophie Caird. Doolittle har skrivit kontrakt med brittiska skivbolaget Parlophone. Hennes debutalbum, Eliza Doolittle, släpptes den 12 juli 2010.

## Diskografi

### Album
- 2010 – Eliza Doolittle
- 2013 – In Your Hands
- 2018 – A Real Romantic

### EP
- 2009 – Eliza Doolittle
- 2012 – Christmas

### Singlar
- 2010 – "Skinny Genes" (UK#22)
- 2010 – "Pack Up" (UK#5)
- 2010 – "Rollerblades" (UK#58)
- 2011 – "Mr Medicine" (UK#130)
- 2013 – "Big When I Was Little" (UK#12)
- 2013 – "Let It Rain" (UK#55)
- 2014 – "Walking on Water" (promo)
- 2017 – "Wide Eyed Fool"
- 2017 – "Wasn't Looking"
- 2018 – "Livid"
- 2018 – "Alone & Unafraid"
- 2018 – "All Night"